# Estación de Otazu
La estación de Otazu fue una de las paradas del ferrocarril Vasco-Navarro. Estaba situada en el concejo alavés de Otazu, en el municipio de Vitoria.

## Descripción
Como parte del tramo del ferrocarril Vasco-Navarro que unía la capital alavesa de Vitoria con la localidad navarra de Estella, la estación de Otazu se construyó en la década de 1920. La parada estuvo operativa mientras funcionó el ferrocarril, hasta el último día del año 1967.